# 9522 Schlichting
9522 Schlichting eller 1981 DS är en asteroid i huvudbältet som upptäcktes den 28 februari 1981 av den amerikanska astronomen Schelte J. Bus vid Siding Spring-observatoriet. Den är uppkallad efter Hilke E. Schlichting.
Asteroiden har en diameter på ungefär 17 kilometer.